# Anastoechus exalbidus
Anastoechus exalbidus är en tvåvingeart som först beskrevs av Christian Rudolph Wilhelm Wiedemann 1820.  Anastoechus exalbidus ingår i släktet Anastoechus och familjen svävflugor. Inga underarter finns listade i Catalogue of Life.